# Bilibino
Bilíbino  (en ruso: Били́бино) es una localidad de Chukotka, en Rusia. Se encuentra dentro de la cuenca del río Kolymá, a 625 kilómetros de Anádyr, capital y ciudad principal del distrito autónomo de Chukotka.

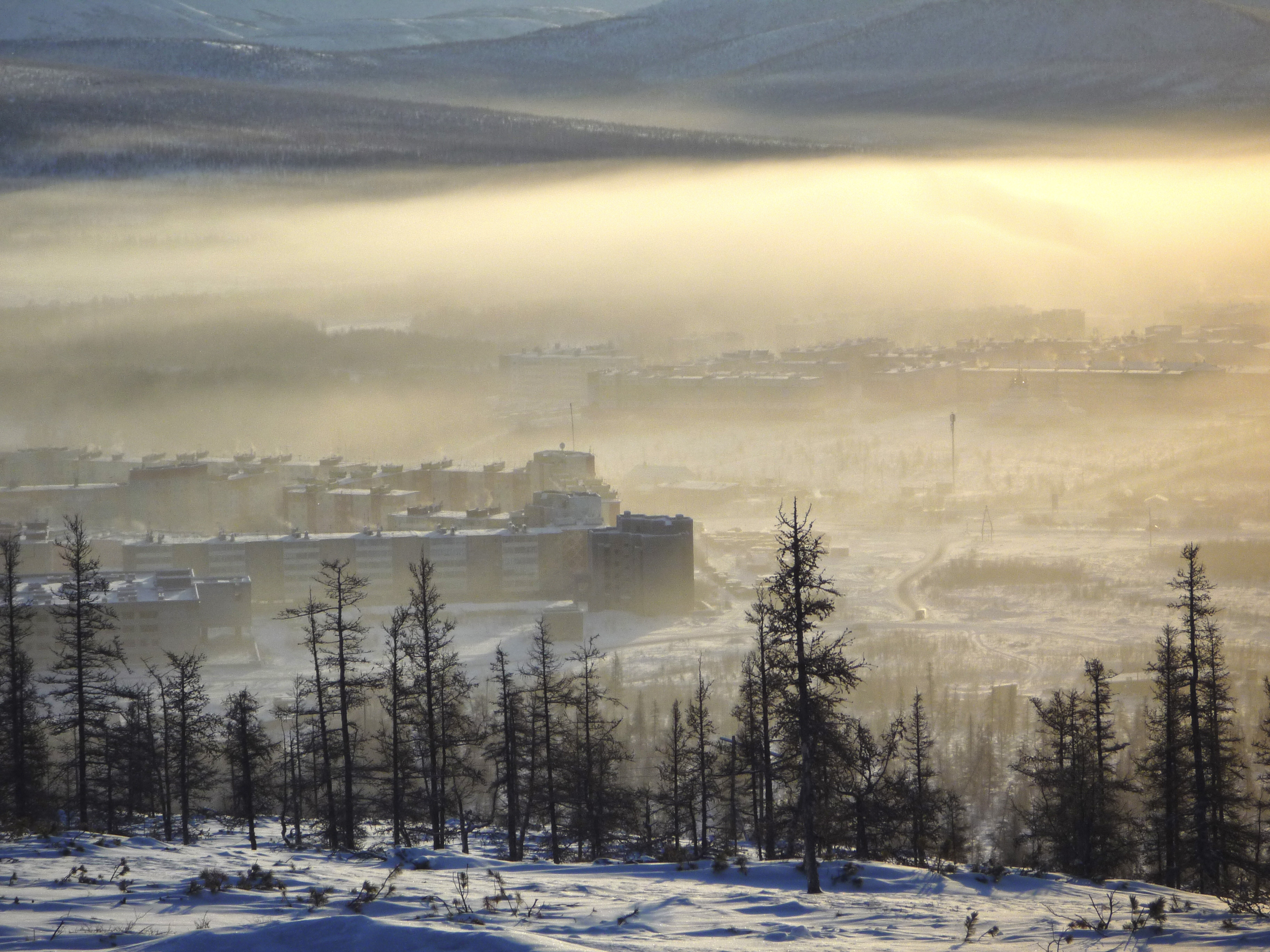
Imagen invernal de Bilíbino

Fundada en marzo de 1955 por el geólogo soviético Yuri Bilibin, el pequeño asentamiento de Bilíbino prosperó como uno de los principales yacimientos de oro en el Extremo Oriente Ruso. Para la extracción de oro, se drenaron los ríos Bolshói Aniuy y Maly Aniuy. En 1958, Bilíbino adquirió el estatus de asentamiento de tipo urbano, acrecentando su poder económico frente a las vecinas ciudades de Pevek y Anádyr. En 1965, la Unión Soviética financió una central nuclear a las afueras de la ciudad, la cual continúa a día de hoy operativa tras haber sido construida por voluntarios del Komsomol.
El 28 de junio de 1993, Bilíbino adquirió la categoría de pueblo, creándose el Aeropuerto de Kepervéyem para servir a ambas localidades.  Además logró superar a Pevek demográficamente, posicionándose como la segunda ciudad más poblada de Chukotka tras Anádyr.